# Гнєушев Володимир Олександрович
Гнєушев Володимир Олександрович (нар. 26 січня 1952, Калузька область, Ізносковський район, с. Поджаровка) — український вчений, спеціаліст в галузі торфової справи, кандидат технічних наук, доцент. Учасник проекту «Гірнича енциклопедія», член редакційної колегії. Один із засновників і перший віце-президент Українського торфового товариства. Член-кореспондент Академії будівництва України.

## Сфера наукових інтересів
Сфера наукових інтересів Гнєушева В. О. включає широке коло питань раціонального використання торфових ресурсів України, ролі та місця торфу як палива в енергетичному балансі країни, вдосконалення технології і техніки видобування, збагачення та переробки торфу, рекультивації вироблених родовищ, екологічної безпеки торфово-болотних комплексів.

## З біографії
У 1974–1975 р.р. — Інженер науково-дослідного сектора Українського інституту інженерів водного господарства, У 1975–1978 р.р. — Аспірант УІІВГ, У 1978–1981 р.р. — Асистент кафедри технології торфодобування УІІВГ, У 1981–1983 р.р. — Старший викладач цієї кафедри, З 1983 р по 31.10.2010 р — завідувач кафедри розробки родовищ корисних копалин Національного університету водного господарства та природокористування (НУВГП), Рівне, з 01.11.2010 по 15.01.2013 р — доцент цієї ж кафедри, з 16.01.2013 по теперішній час — доцент кафедри охорони праці та безпеки життєдіяльності.

## Науковий доробок
Науково обґрунтував нову технологію валкування фрезерного торфу, брав участь у розробці та впровадженні: валкувачами нової конструкції, плоскоріз-розпушувача, фрезера, торфозбиральної машини. Здійснював наукове керівництво модернізацією системи сушіння і пило-газоочистки Маневицького торфобрикетного заводу ДП «Волиньторф». Першим в Україні сформулював концепцію перетворення торфу у відновлювальний ресурс.
Автор 170 друкованих праць, серед яких 5 винаходів, сім патентів на корисні моделі, чотири навчальних посібники, три монографії, статті у вітчизняних та зарубіжних виданнях.
Неодноразово представляв українську науку про торф на міжнародних форумах в Фінляндії, Канаді, Німеччині, Ірландії, Росії, Білорусі, Латвії, Естонії. Знаходиться в творчому контакті з підприємствами державного концерну «Укрторф», енергетичними компаніями, торфодобувними та переробними фірмами як радник і науковий консультант. Член авторського колективу «Гірничого енциклопедичного словника України» (2001–2004 р.р.) і «Малої гірничої енциклопедії України» (робота триває з 2004 р).
Керував семінаром «Світові технології видобутку торфу» на «Балтійському форумі торфовиробників» (Пярну, Естонія, август 2007 г.), член редколегії журналу «Енергозбереження Полісся», член творчої групи з розробки державного стандарту "Торф. Терміни та визначення "(2008), член міжнародної редакційної ради журналу "Природопользование" Науково-дослідного інституту природокористування Національної академії наук Білорусі..
Основні праці:
- Торфові машини (теорія і розрахунок): Навч. посібник. — Рівне-Київ: РДТУ-ІЗМН, 1999. — 120 с.
- Переробка торфу в паливні брикети: Навч. посібник. — Рівне: НУВХП, 2008 г., 212 с.
- Брикетування торфу. Монографія. — Рівне: НУВГП, 2010. — 167 с.
- Вентиляція і пневматичний транспорт. Навч. посібник. — Рівне: НУВХП, 2010. — 138 с.
- Формування та розробка техногенних родовищ. Навч. посібник. — Рівне: Волинські обереги, 2013, 152 с.
- Торфово-земельний ресурс Північно-Західного регіону України: наук. видання / у співавт. С.Т. Вознюк, В.С. Мошинський, М.О. Клименко та ін. – Рівне : НУВГП, 2017.  – 115 с.
- Меліорація та облаштування Українського Полісся: [колективна монографія] / за ред. д.с-г.н., професора, акад. НААН Я.М. Гадзала, д.т.н., професора, член-кор. НААН В.А. Сташука, д.т.н., професора А.М. Рокочинського. – Херсон: ОЛДІ-ПЛЮС, 2017. – Т.2. – 854 с. авт. с. 560-580.
- Стадник О. С. Збагачуваність високозольного торфу : монографія / О. С. Стадник, В. О. Гнєушев. – Рівне : НУВГП, 2019. – 163 с. [Архівовано 10 липня 2019 у Wayback Machine.]
- Торфова промисловість. Гнєушев В.О. Торфова промисловість // Велика українська енциклопедія. URL: https://vue.gov.ua/Торфова промисловість (дата звернення: 10.02.2022).

## Почесні звання, нагороди та відзнаки
- «Відмінник освіти України», нагрудні знаки «Винахідник СРСР», «Петро Могила».
- Член-кореспондент Академії будівництва України, диплом № 511 від 06.10.1994 р.
- Пам'ятна медаль «Євграф Ковалевський» Донецького відділення НТШ, посвідчення № 009 від 23 грудня 2023 р. з нагоди 150-річчя НТШ.

## Хобі
Поезія. Автор двох поетичних збірок: Осінній мотив (Рівне, 2002), Вінок думок (Рівне, 2012).
Вірші включені у збірник української поезії «Вілаґ почуттів» (Ужгород, 2012).
Відеозйомка і створення короткометражних фільмів. Має авторську сторінку на YouTube